# Шевченко Андрій Миколайович
Андрі́й Микола́йович Шевче́нко (нар. 29 вересня 1976, с. Двірківщина, Яготинський район, Київська область, Українська РСР, СРСР) — український футболіст, що грав на позиції нападника за київське «Динамо», «Мілан» та лондонський «Челсі».
Заслужений майстер спорту України (2003). Герой України (2004). Кавалер ордена «За заслуги» I, II, III ступеня, ордена «За мужність» III ступеня та ордена князя Ярослава Мудрого V ступеня. Національна легенда України.
2003 року став першим українцем, хто виграв Лігу чемпіонів. Володар «Золотого м'яча» 2004 — призу, який вручають найкращому футболісту світу (на той час — кращому футболісту Європи). Один з найрезультативніших бомбардирів єврокубкових турнірів за всі сезони. Найкращий бомбардир національної збірної України (учасник та капітан збірної України на ЧС-2006 та ЧЄ-2012). Тричі ставав найкращим бомбардиром Ліги чемпіонів, двічі — чемпіонату Італії. Другий бомбардир за всю історію «Мілана».
Згодом футбольний тренер. Протягом 2016—2021 років — головний тренер національної збірної України. З листопада 2021 року по січень 2022 року очолював тренерський штаб італійського «Дженоа».
З 25 січня 2024 року — Президент Української асоціації футболу.

## Кар'єра гравця

### «Динамо» (Київ) (1994—1999)
Андрій Шевченко народився в селі Двірківщина Яготинського району Київської області в сім'ї прапорщика Миколи Григоровича Шевченка. Через три роки після народження сина сім'я Шевченків переїхала до Києва — у район Оболонь. Там Андрій пішов у перший клас 216-ї середньої школи. В 9 років потрапив до футбольної секції. Перший тренер — Олександр Шпаков. Батьки спочатку скептично ставилися до такого захоплення свого чада, але тренер зумів переконати їх.
1990 року 14-річні «динамівці» виграли Кубок Іана Раша в Уельсі, а Шевченко став найкращим бомбардиром турніру і отримав пару бутсів із рук самого Іана Раша. 1991 року «динамівські» юнаки перемогли у чемпіонаті СРСР серед хлопців 1976 р. н. Команда їздила на міжнародні турніри до Європи, зокрема зіграла на міланському «Сан-Сіро».
Перша поява Андрія Шевченка в дорослому футболі відбулася у сезоні 1992/93. Із 12 м'ячами він став найкращим бомбардиром першолігової команди «Динамо-2». Потім його запросили в молодіжну збірну України, і він з'явився у вищій лізі — вперше вийшов на заміну 8 листопада 1994 року (гра з «Шахтарем»). Тоді команду «Динамо» тренував Йожеф Сабо.
Перший матч у збірній України — 25 березня 1995 у Загребі проти Хорватії (0:4).
Єврокубковий дебют — гра проти московського «Спартака» 23 листопада 1994 року. Перший гол у єврокубках забив у ворота мюнхенської «Баварії» в програному матчі (1:4), коли йому було лише 18 років. Згодом до команди повертається Валерій Васильович Лобановський, якого «Шева» буде називати своїм батьком та вчителем. У 1997 встановлює динамівський рекорд — хет-трик у матчі «Барселона» — «Динамо (Київ)» (0:4). Свій сотий гол у кар'єрі забив 28 квітня 1999 року в матчі Кубку України у ворота «Зірки».
У нападі збірної України він творив тандем з іншим київським «динамівцем» Сергієм Ребровим. У півзахисті їх підтримували партнери з клубу Віталій Косовський та Андрій Гусін — наприкінці 90-х «Динамо» та збірна були майже синонімічними поняттями і грали достойно проти сильних команд. Найвищим успіхом став вихід до півфіналу Ліги чемпіонів, коли у 1/4 фіналу кияни у двоматчевому протистоянні вибили мадридський «Реал». Перший матч відбувався у Мадриді і рахунок відкрив саме Шевченко — після пасу Реброва він на фантастичній швидкості прорвався до воріт іспанців і забив Бодо Іллгнерові. Гра завершилась нічиєю 1:1. У київській грі Андрій Шевченко відкрив рахунок, добиваючи м'яч після власного невдалого пенальті, а потім добив «Реал» другим голом — 2:0.
Півфінальним суперником була «Баварія» (Мюнхен). Перший матч грали у Києві — спочатку Шева технічно перекидає Олівера Кана після пасу Валентина Белькевича — 1:0. У кінці першого тайму він пробив штрафний з правого флангу і куля, нікого не зачепивши, приземлилась у воротах — 2:0. На жаль, «Динамо» припустилося кількох помилок у кінці гри та не змогло втримати перемогу — 3:3. У Мюнхені господарі перемогли 1:0. Таким чином Андрій Шевченко став півфіналістом Ліги чемпіонів. Але в одній номінації він все-таки переміг — 10 голів принесли йому титул найкращого голеадора Ліги чемпіонів.
До того часу за бомбардиром вже стежили скаути з багатих європейських клубів. Такий успіх зробив вихованця «Динамо» ласим шматком для провідних команд континенту. Влітку 1999 року італійський «Мілан» заплатив за Андрія 25 млн доларів.
Українець посів 3-є місце в опитуванні «Золотого м'яча» 1999. Нападника випередили тільки Рівалдо і Девід Бекхем.

### «Мілан» (1999—2006)

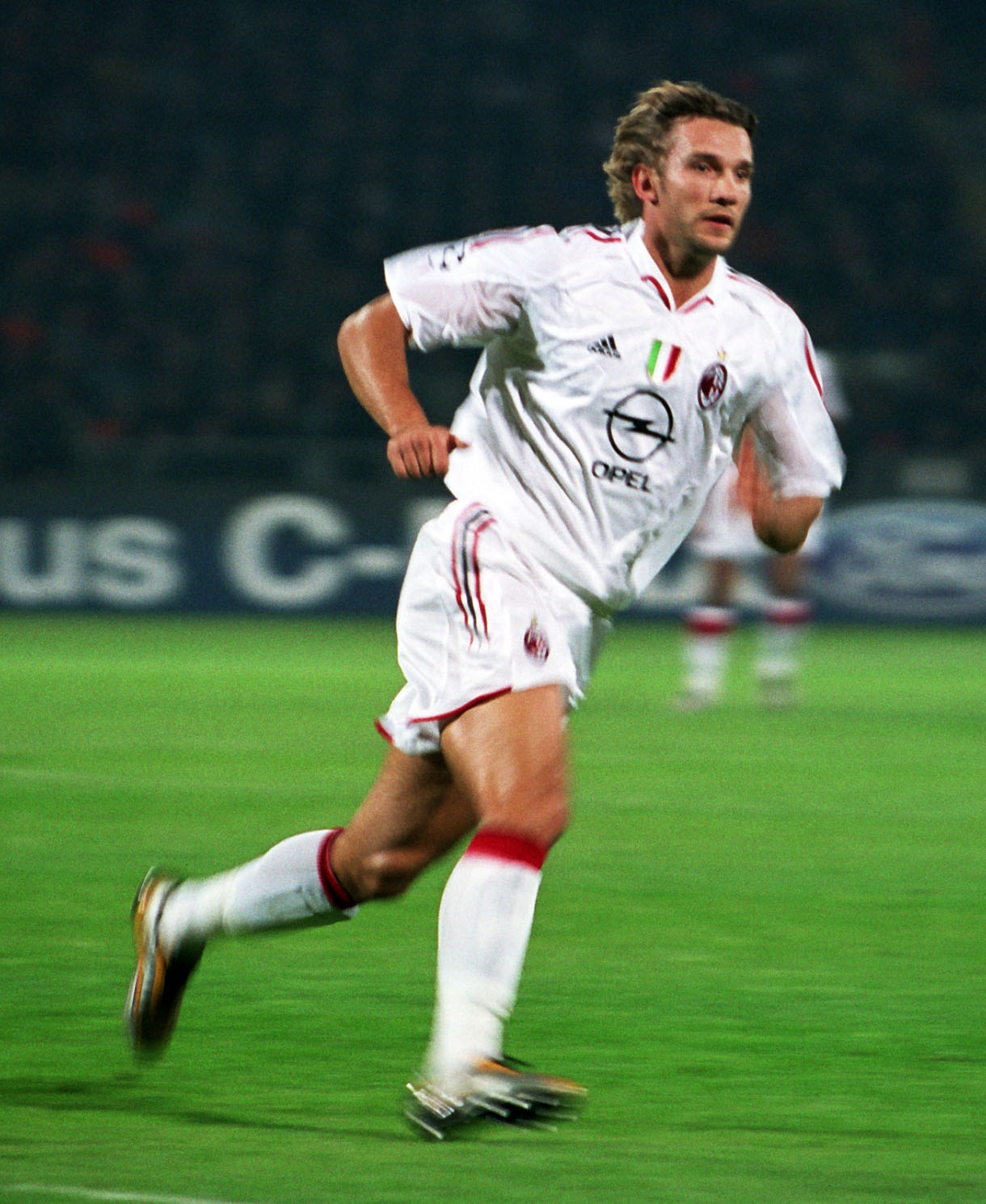
Андрій Шевченко — Чемпіон Італії та переможець Ліги чемпіонів у складі «Мілана»

29 серпня 1999 — дебют у Серії «А» в матчі «Лечче» — «Мілан» (2:2). У перший же сезон стає найкращим бомбардиром Серії «А», забивши 24 м'ячі в 32 іграх чемпіонату, залишивши позаду таких голеадорів, як Батістута (23 м'ячі) і Креспо (22).
15 жовтня 1999 року нагороджений орденом «За заслуги» III ступеня. Національна команда саме завершувала відбір до чемпіонату Європи 2000. Ситуація у групі була такою: Україна — 19 очок, Росія і Франція — по 18. Переможець виходив до ЧЄ напряму, а друга команда мала грати у плей-оф. Французи грали вдома з Ісландією, а українці їхали до Москви. Тобто нічия у вирішальному матчі гарантувала принаймні місце у плей-оф. Росія тиснула і мала очевидну перевагу — завдяки рикошету після штрафного на 75-й хвилині забив Валерій Карпін. Надії майже не було, але все змінив гол Андрія Шевченка — звичайний штрафний здалеку та із самої бокової лінії завершився голом. М'яч полетів не на голови партнерів, як, мабуть, очікував воротар господарів Олександр Філімонов, а в площину воріт. Голкіпер вийшов надто далеко і, повертаючись, не зафіксував м'яч та залетів з ним до воріт. Це сталося на 88-й хвилині. Відтоді в Україні подібний штрафний з лівого флангу називають «точкою Шевченка».
Голи Шевченка дозволили йому вдруге увійти до трійки найсильніших гравців на думку «Франс Футболу». Але найяскравішими у 2000 році були Луїш Фіґу та Зінедін Зідан — лідери своїх збірних на чемпіонаті Європи 2000. Вони і зайняли, відповідно, перше та друге місце у класифікації на «Золотий м'яч».
Більшість сезону 2002/03 він пропускає через травму, але у травні 2003 разом з «Міланом» Андрій виграє Лігу Чемпіонів, забивши вирішальний пенальті у післяматчевій серії.
4 червня 2003 року нагороджений орденом «За заслуги» II ступеня.
Під час виборів Президента України 2004 ім'я Шевченка використовував у своїй кампанії Віктор Янукович. Своєрідним посередником між футболістом і політиком був Григорій Суркіс — прихильник провладного кандидата. Сам президент Федерації футболу України робив заяви від імені футболіста. Восени 2004 року почалася Помаранчева революція. Той футбольний рік не був вдалим для зірок. Чемпіонат Європи 2004 року вийшов неяскравим — перемогла Греція, яка використовувала оборонні варіанти, а Лігу чемпіонів виграло досить скромне за європейськими мірками «Порту» тренера Жозе Моурінью. «Золотий м'яч» дали українцеві Андрієві Шевченку. Після вщухання колотнечі та позачергових виборів зірковий гравець «Мілана» позитивно оцінив «Помаранчеву революцію» і пояснив ситуацію щодо використовування його імені:
|  | Моя політика — це виступи на футбольних аренах, а не передвиборча агітація. Найбільша нагорода для мене — це можливість вписати сторінку в історію, а також залишити про себе добру пам'ять у людей. Кадри за моєю участю, які використали в політичній рекламі, насправді були змонтовані, призначалися вони зовсім не для цього. В «оригіналі» я дякував Віктору Януковичу за підтримку спорту й розвиток дитячого футболу в Україні, коли той очолював Національний Олімпійський Комітет. |

14 липня 2004 року Андрій Шевченко одружився з американською фотомоделлю Крістен Пазік. 29 жовтня 2004 року в подружжя народився син Джордан. Хрещеним батьком став Сільвіо Берлусконі — тодішній голова уряду Італії. Другий син, Христіан з'явився на світ у листопаді 2006 року в Лондоні, Англія.
31 грудня 2004 року Андрію Шевченку — найкращому футболісту Європи 2004 року — присвоєно звання Герой України з врученням ордена Держави за виняткові спортивні досягнення, визначний особистий внесок у розвиток українського футболу, піднесення авторитету України в світі.

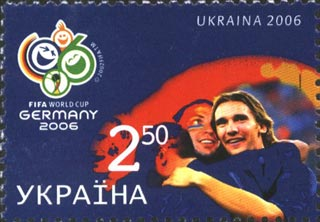
Українська поштова марка із зображенням Шевченка

Влітку 2006-го «Шева» виступав за збірну України на чемпіонаті світу з футболу в Німеччині. Він був капітаном команди. Провів усі 5 ігор і став найкращим бомбардиром українців на турнірі, забивши 2 м'ячі — Саудівській Аравії та Тунісу. Команда під керівництвом Олега Блохіна несподівано дійшла аж до 1/4 фіналу, показавши найвищий результат в історії збірної на міжнародних турнірах.
19 серпня 2006 року нагороджений орденом «За мужність» III ст.
У цей час італійський футбол починав карати винних у корупційному скандалі, де замішаним виявився і «Мілан» Шевченка. Поки тривали суди і розслідування, Андрій Шевченко вже був гравцем іншого клубу. Ще до німецького «мундіалю» Андрій Шевченко був у центрі уваги журналістів, які говорили про інтерес до гравця з боку англійського «Челсі». 31 травня 2006 року, ще до початку чемпіонату світу, українець приймає умови лондонського клубу.

### «Челсі» (2006—2008)
«Челсі», власником якого був Роман Абрамович, виплатив за 29-річного нападника 30,8 млн англійських фунтів (близько 45 млн євро). Таким чином українець стає найдорожчим трансфером в історії британського футболу і входить до десятки найдорожчих переходів усіх часів.
Головний тренер Жозе Моурінью, який здобув з лондонцями 2 поспіль чемпіонства Англії, давно хотів Шевченка у своїй команді, але разом з вихованцем «Динамо» до клубу прийшло ще декілька відомих гравців, наприклад, лідер «Баварії» Міхаель Баллак. Керівництво вимагало перемог і португальський наставник починає експериментувати зі складом і змінює тактику, завдяки якій він вигравав титули до того — потрібно було якось помістити на полі усі дорогі придбання клубу. Головним нападником команди був Дідьє Дрогба, тому Шевченка пробують на фланзі або у парі з Дроґба. Українець поступово випадає з основного складу і виходить переважно на заміни. Андрій потім пояснює пресі нерегулярні й нерезультативні виступи у «Челсі» травмою і тривалими болями у спині.
Після першого сезону до Шевченка застосовували епітети «розчарування сезону», «найдорожча нерухомість у Лондоні» чи «найдорожче місце на лаві запасних». Людина, яку в Мілані порівнювали з легендарними Нордалем і ван Бастеном, забила 4 голи в англійській лізі за весь сезон.
Тим не менше, в цей час Андрій входить до десятки найвисокооплачуваніших футболістів світу. У лютому 2008 португальський «Futebol Finance» оцінив його заробітну платню на рівні 7,8 млн євро за рік.
Після відходу з клубу Жозе Моурінью його наступник теж не надто довіряв Шевченкові. Взимку 2007/2008 «Челсі» для, принаймні, тимчасової заміни Дідьє Дрогба, котрий виступав на Кубку африканських націй 2008 придбав нападника Ніколя Анелька. Саме француза Аврам Грант випустив і для пробиття вирішального пенальті у фінальному матчі Ліги чемпіонів 2008, тоді як українець залишився на лаві запасних.
23 серпня 2008 року італійська «Корр'єре делло Спорт» повідомила, що узгоджено умови повернення Шевченка до «Мілана» на правах оренди. Офіційна вебсторінка «Челсі» того ж дня підтвердила це і зазначила, що гравцю залишилося лише пройти медичне обстеження.

### Повернення до «Мілану» (2008—2009)
Оскільки номер «7» вже був закріплений за молодим бразильським нападником Пату, який стабільно грав у основі, Шевченко взяв 76-й номер, що символізує рік народження спортсмена. 32-річний гравець не зміг вибороти місця у стартовому складі і більшість ігрового часу проводив у матчах Кубка УЄФА, Кубка Італії, або після виходів на заміну у поєдинках Серії А.

### Знову в «Динамо»

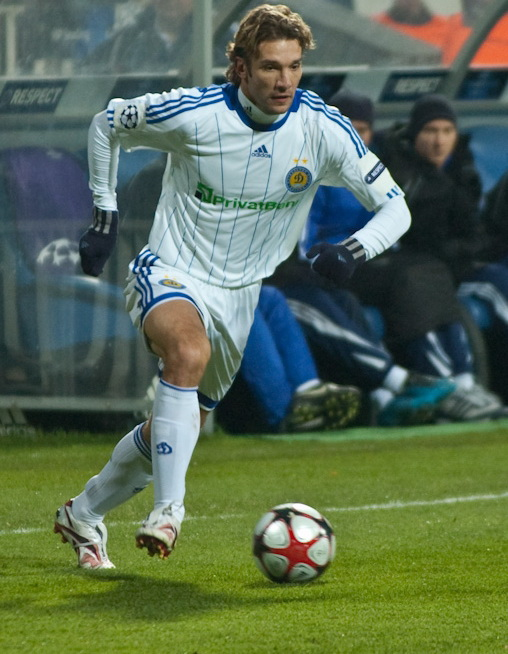
Андрій Шевченко. 2009

29 серпня 2009 року Андрій Шевченко підписав дворічний контракт із київським «Динамо». За столичний клуб нападник виступає під звичним сьомим номером. Шевченко досить швидко став основним гравцем клубу та навіть встиг потрапити в заявку до Ліги чемпіонів 2009/2010. Змінилась позиція гравця — номінальний форвард частіше виходив на флангах півзахисту, працюючи т. зв. «диспетчером» для нападаючих. Першу половину сезону 2010/2011 Андрій провів як капітан команди.
8 жовтня 2010 року провів свій 100-й поєдинок за національну збірну України у домашній грі проти Канади (2:2) на стадіоні «Динамо» ім. Валерія Лобановського. Він став першим українським футболістом, що досягнув такого показника.
У 2010 році Шевченко заявив, що після Євро 2012 закінчує кар'єру у збірній.
На початку сезону 2010/2011 став капітаном команди. На початку 2011 року новий головний тренер Юрій Сьомін призначив капітаном команди Олександра Шовковського.
На початку червня 2012 року заявив про закінчення контракту із київським «Динамо».

### Євро-2012 та завершення кар'єри

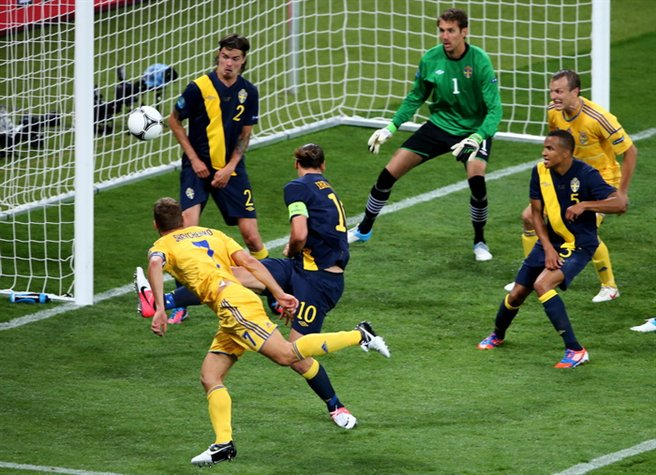
Останній гол Шевченка у професійній кар'єрі, який він забив у ворота збірної Швеції 11 червня 2012.

Шевченко увійшов до складу збірної України на Євро 2012, і в першому матчі чемпіонату забив два м'ячі головою у ворота збірної Швеції.. Після третього, заключного матчу збірної України на цьому турнірі заявив, що завершив виступи в національній команді..
У своєму останньому коментарі журналістам як гравця збірної України, відповідаючи на питання російських журналістів про невдачу у поєдинку зі збірною Англії, він заявив, що сподівається на велике майбутнє, на той момент, тих молодих футболістів збірної України, які грали в той день з ним проти англійців:
|  | Я вважаю, що у нас дуже тяжка група була. Звичайно ж, у нас був шанс вийти з групи. Тому, якщо ми не вийшли, то це невдача. Ну, як складалися події у останній грі, як команда грала, я думаю, що в Україні є велике майбутнє з цими молодими гравцями, які сьогодні вийшли на поле проти фаворитів англійців та показали футбол. |

Посідає третє місце у списку найкращих бомбардирів у європейських кваліфікаціях до чемпіонатів Європи і світу з показником в 32 голи.
5 липня 2012 року нагороджений орденом «За заслуги» I ст. за значний особистий внесок у підготовку і проведення в Україні фінальної частини чемпіонату Європи 2012 року з футболу, успішну реалізацію інфраструктурних проєктів, забезпечення правопорядку і громадської безпеки під час турніру, піднесення міжнародного авторитету України, професіоналізм.
27 липня після матчу «Динамо» проти ужгородської «Говерли» Шевченко оголосив про завершення своєї кар'єри футболіста та про свій намір зайнятися політикою. 28 липня Шевченко оголосив про приєднання до проросійської партії «Україна — Вперед!».

## Тренер

### Збірна України (2016—2021)
16 лютого 2016 року увійшов до очолюваного Михайлом Фоменком тренерського штабу національної збірної України. Першим матчем Шевченка-тренера стала товариська гра збірної України проти збірної Кіпру, в якій українці перемогли. Був у тренерському штабі й під час Євро-2016. Після турніру, став головним тренером збірної України. До його тренерського штабу потрапило декілька іноземних фахівців, зокрема італійці Андреа Мальдера та Мауро Тасотті. Радником тренерського штабу з питань паблісіті став відомий український телеведучий, журналіст, а також шкільний товариш Шевченка Микола Васильков.
У липні 2016 Шевченко заявив, що відмовиться від товариського матчу зі збірною Грузії перед відбором на чемпіонат світу 2018. Зрештою у групі Україна посіла третє місце, пропустивши вперед команди Ісландії та Хорватії.
Попри невдачу у відборі до ЧС-2018 року контракт Андрія зі збірною України подовжили. До тренерського складу команди долучився відомий в минулому воротар київського «Динамо» Олександр Шовковський. Команда почала демонструвати результативну та досить видовищну гру. Україна за тур до завершення перемогла у своїй групі новоствореного турніру Ліга Націй та вийшла до елітного дивізіону.
Дуже вдало стартувала національна збірна й у відборі до чемпіонату Європи 2020 року, розпочавши боротьбу з нічиєї у виїзній грі проти чинних континентальних чемпіонів португальців та здобувши перемоги у наступних чотирьох іграх. У результаті Україна вийшла до фінальної частини чемпіонату Європи 2020 з першого місця у групі і втретє брала участь у фінальній стадії чемпіонату Європи. У одній восьмій фіналу Україна переграла з рахунком 2:1 збірну Швеції та вийшла таким чином у чвертьфінал. У чвертьфіналі поступились англійцям з рахунком 4:0. 1 серпня 2021 року заявив про завершення роботи тренером збірної України через завершення 5-річного контракту з УАФ.
За даними УАФ, під час роботи в збірній Шевченко заробив 12,5 млн євро (400 млн грн).

### «Дженоа»
7 листопада 2021 року оголосили про призначення Шевченка головним тренером представника італійської Серії A «Дженоа». 15 листопада він здобув першу перемогу на чолі нового клубу. Підопічні українського наставника приймали на своєму полі «Салернітану» та виграли з мінімальним результатом 1:0.
15 січня 2022 року Шевченка звільнили з «Дженоа». Під його керівництвом команда виграла лише один кубковий матч, 7 матчів програла, тричі — зіграла внічию. В останньому матчі «Дженоа» програла «Мілану» в Кубку Італії з рахунком 1:3. Після звільнення Шевченка повідомляли, що футбольний клуб заплатить його тренерському штабу 20 млн євро.

### Досягнення
26 листопада 2019 року посів 8-ме місце у рейтингу найкращих тренерів національних збірних світу за підсумком року за версією Міжнародної федерації футбольної історії і статистики (IFFHS).
Президент України Володимир Зеленський нагородив Шевченка орденом Ярослава Мудрого 5-го ступеня.

## Президент Української асоціації футболу
З 25 січня 2024 року Андрій Шевченко одногослим голосуванням був обраний Президентом Української асоціації футболу.

## Кар'єра в гольфі
- У жовтні 2011 року Шевченко виграв срібло чемпіонату України з гольфу[47].
- У травні 2013 року став переможцем турніру одного з гольф-клубів Англії Queenwood Golf Club[48].

## Участь у бізнесі Романа Абрамовича
Як засвідчило розслідування DW, Шевченко причетний до компанії з холдингу «Highland Gold Mining Limited» Романа Абрамовича, який видобуває золота і срібла на понад 300 млн доларів, що олігарх контролює зі своїми колишніми однокурсниками Євгеном Швідлером і Валерієм Ойфом. За даними реєстру компаній Великої Британії, Шевченко з грудня 2015 року є співвласником інвестиційної брокерської компанії MC Peat & Co. LLP — лондонської фірми, уповноваженої залучати інвесторів у бізнес «Highland Gold Mining Limited», маючи статус офіційного брокера акцій холдингу, які котируються на Лондонській біржі (зазвичай інвестброкери отримують комісію від розміщення чи продажу цінних паперів). Шевченко не відповів на передані через його асистента запитання DW про те, яку саме роль він відіграє в MC Peat & Co. LLP, а його поява тут може бути пов'язана з дружбою з Абрамовичем ще з часів, коли грав за «Челсі».

## Політична й громадська діяльність
1998 року Шевченко вступив до СДПУ(О). І, як твердив Віктор Медведчук в інтерв'ю газеті «Українська правда», залишався її членом принаймні до середини червня 2005 року.
На виборах до Верховної Ради України 28 жовтня 2012 року Андрій Шевченко став другим номером у списку партії Наталії Королевської «Україна — Вперед!» та вніс на підтримку цієї політсили 10 мільйонів гривень. 
У передвиборчій агітації партії «Україна — вперед!» спортсмен промовляє наступні слова:
|  | Я багато досяг у спорті. Я хочу, щоб Україну знали та поважали у всьому світі. |

У вересні 2012 року футболіст як кандидат у народні депутати України виступив на захист телеканалу "ТВІ":
|  | Сьогодні намагаються закрити телеканал ТВІ. Це недопустимо. Ми сьогодні маємо жити у вільній, процвітаючій країні. У країні, в якій демократія та свобода слова є вищими за все. Закриття каналу сьогодні — це перекреслити для України слово "Свобода". Канал ТВІ — ми повністю підтримуємо вас. |

Незважаючи на це, партія «Україна — вперед!» не потрапила в парламент, набравши по Україні 322 198 голосів виборців, або 1,58 % від загальної кількості осіб, котрі взяли участь в виборах.
У травні 2018 підписав лист із вимогою звільнити ув'язненого у Росії українського режисера Олега Сенцова.
Після початку повномаштабного вторгнення Росії в Україну, активно виступав за припинення бойових дій, брав участь у мітингах, займався волонтерською діяльністю та допомогою біженцям.
18 травня став першим амбасадором проекту «United24», який покликаний збирати кошти на допомогу Україні.
17 листопада 2022 року був обраний віцепрезидентом НОК України, але вже наступного дня написав заяву про вихід зі складу цієї організації. Причиною цього рішення було обрання проросійських депутатів Нестора Шуфрича та Григорія Суркіса до складу НОК. У підсумку ці два депутати написали заяви на вихід з НОКу.
26 вересня 2023 року призначений радником Президента України (поза штатом).

## Особисте життя
- Батько — Микола Григорович Шевченко, був військовим, займався військовим п'ятиборством[56].
- Мати — Любов Миколаївна Шевченко[56].
- Старша сестра — Олена (д. Шевченко)[56].
- Дружина — Крістен Пазік (11 серпня 1978, Міннеаполіс, США)[57] — модель[58],
  - син — Джордан Шевченко (29 жовтня 2004)[56][59],
  - син — Крістіан Шевченко (13 листопада 2006)[56][58][59][60],
  - син — Олександр Шевченко (01 жовтня 2012),
  - син — Райдер-Габріель Шевченко (06 квітня 2014).
- дядько — Володимир Шевченко[61].

Усі діти мають подвійне громадянство.

## Цікаві факти
- Якщо бути дуже точним, то майбутній футболіст народився не у рідному селі Двірківщина, а в райцентрі Яготині, де розташований пологовий будинок.[джерело?]
- Коли Андрія вперше помітив тренер «динамівців» Олександр Шпаков, він грав у своїй дитячій команді на місці опорного півзахисника.
- Хобі Шевченка — гольф. Цієї гри його навчив колишній партнер з «Мілана» Олівер Біргофф.
- У 2002 році гурт «Скрябін» випустив альбом Озимі люди, до якого увійшла пісня «А. Ш.», яка була присвячена Андрію Шевченку.
- Почесний громадянин міста Переяслава з 2006 року, а також Києва — з 25 травня 2011 року[64].
- Андрій Шевченко — єдиний футболіст України, який забив голи на фінальних турнірах і чемпіонату світу, і чемпіонату Європи з футболу.
- У листопаді 2011 автопарк Андрія Шевченка поповнився новим автомобілем. Футболіст придбав Porsche Panamera Turbo S за 200 тисяч євро.[65]
- 2011 року Андрій став срібним призером чемпіонату України з гольфу.[66]
- Андрій Шевченко став прототипом одного з персонажів українського мультсеріалу «Казкова Русь».
- У березні 2021 року пообіцяв у майбутньому спілкуватися з журналістами українською мовою[67].

## Титули та досягнення

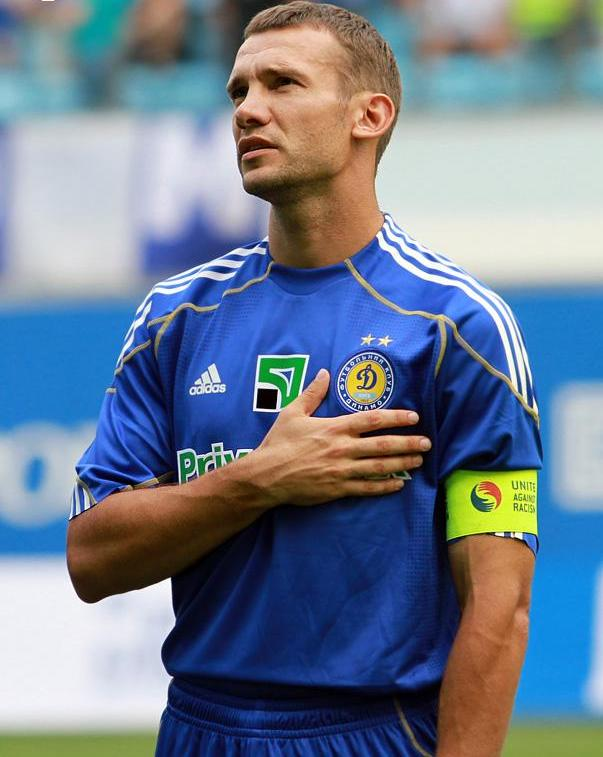
Андрій Шевченко в складі київського «Динамо»

### Командні
- «Динамо»
  -  Чемпіон України (5): 1994—95, 1995—96, 1996—97, 1997—98, 1998—99
  -  Кубок України (3): 1995—96, 1997—98, 1998—99
  -  Суперкубок України (1): 2011
- «Мілан»
  -  Ліга чемпіонів УЄФА (1): 2002—03
  - Суперкубок УЄФА (1): 2004
  -  Серія A (Італія) (1): 2003—04
  -  Кубок Італії (1): 2002—03
  -  Суперкубок Італії (1): 2004
- «Челсі»
  -  Кубок Англії (1): 2007
  -  Кубок Футбольної ліги (1): 2007
- Національна збірна України
  - Чвертьфіналіст чемпіонату світу: 2006

### Тренерські
- Національна збірна України, чвертьфіналіст Чемпіонату Європи 2020

### Індивідуальні
- Володар Золотого м'яча France Football — найкращий футболіст Європи (1): 2004
- Володар Бронзового м'яча France Football (2): 1999, 2000
- Четвертий футболіст Європи за версією France Football (1): 2003
- П'ятий футболіст Європи за версією France Football (1): 2005
- Третій футболіст світу за версією World Soccer(3): 1999, 2000, 2004
- Третій футболіст світу за версією FIFA (1): 2004
- Найкращий футболіст планети за підсумками голосування в Інтернеті вболівальників всього світу (Golden foot) (1): 2005
- Найкращий футболіст України (6): 1997, 1999, 2000, 2001, 2004, 2005
- Найкращий гравець чемпіонату України (1): 1997
- Найкращий бомбардир чемпіонату України (1): 1999
- Найкращий бомбардир Серії А (2): 2000, 2004
- Найкращий бомбардир Кубка/Ліги чемпіонів (3): 1999 (11 м'ячів), 2001 (9 м'ячів), 2006 (9 м'ячів)
- Приз «Найкращий футболіст країн СНД і Балтики» («Зірка») від газети «Спорт-Експрес»: 2004, 2005
- Член Клубу Олега Блохіна — 374 м'ячі.
- Найкращий бомбардир в історії Міланського дербі.
- включений до Зали слави італійського футболу,  12 листопада 2024 року.[68]

Голи в клубних турнірах під егідою УЄФА на 10.03.2011: 67
- Ліга чемпіонів УЄФА : 59
- Кубок УЄФА / Ліга Європи УЄФА : 7
- Суперкубок УЄФА : 1

## Статистика виступів

### Клубна
| Клуб                     | Сезон                    | Чемпіонат | Чемпіонат | Кубок | Кубок | Єврокубки | Єврокубки | Інші | Інші | Всього | Всього |
| Клуб                     | Сезон                    | Ігри      | Голи      | Ігри  | Голи  | Ігри      | Голи      | Ігри | Голи | Ігри   | Голи   |
| ------------------------ | ------------------------ | --------- | --------- | ----- | ----- | --------- | --------- | ---- | ---- | ------ | ------ |
| Динамо-2 (перша ліга)    | 1992-93                  | 6         | 0         | -     | -     | -         | -         | -    | -    | 6      | 0      |
| Динамо-2 (перша ліга)    | 1993-94                  | 31        | 12        | 1     | 0     | -         | -         | -    | -    | 32     | 12     |
| Динамо-2 (перша ліга)    | 1994-95                  | 13        | 4         | 4     | 5     | -         | -         | -    | -    | 17     | 9      |
| Динамо-2 (перша ліга)    | 1996-97                  | 1         | 0         | -     | -     | -         | -         | -    | -    | 1      | 0      |
| Динамо                   | 1994-95                  | 17        | 1         | 4     | 1     | 2         | 1         | -    | -    | 23     | 3      |
| Динамо                   | 1995-96                  | 31        | 16        | 5     | 1     | 2         | 2         | -    | -    | 38     | 19     |
| Динамо                   | 1996-97                  | 20        | 6         | -     | -     | -         | -         | -    | -    | 20     | 6      |
| Динамо                   | 1997-98                  | 23        | 19        | 8     | 8     | 10        | 6         | -    | -    | 41     | 33     |
| Динамо                   | 1998-99                  | 26        | 18        | 4     | 5     | 14        | 10        | -    | -    | 44     | 33     |
| Мілан                    | 1999-00                  | 32        | 24        | 4     | 4     | 6         | 1         | 1    | 0    | 43     | 29     |
| Мілан                    | 2000-01                  | 34        | 24        | 3     | 1     | 14        | 9         | -    | -    | 51     | 34     |
| Мілан                    | 2001-02                  | 29        | 14        | 3     | 0     | 6         | 3         | -    | -    | 38     | 17     |
| Мілан                    | 2002-03                  | 24        | 5         | 4     | 1     | 11        | 4         | -    | -    | 39     | 10     |
| Мілан                    | 2003-04                  | 32        | 24        | 1     | 0     | 10        | 5         | 2    | 0    | 45     | 29     |
| Мілан                    | 2004-05                  | 29        | 17        | -     | -     | 10        | 6         | 1    | 3    | 40     | 26     |
| Мілан                    | 2005-06                  | 28        | 19        | -     | -     | 12        | 9         | -    | -    | 40     | 28     |
| Челсі                    | 2006-07                  | 30        | 4         | 6     | 3     | 10        | 3         | 5    | 4    | 51     | 14     |
| Челсі                    | 2007-08                  | 17        | 5         | 1     | 0     | 5         | 1         | 2    | 2    | 25     | 8      |
| Мілан                    | 2008-09                  | 18        | 0         | 1     | 1     | 7         | 1         | -    | -    | 26     | 2      |
| Челсі                    | 2009-10                  | 1         | 0         | -     | -     | -         | -         | -    | -    | 1      | 0      |
| Динамо                   | 2009-10                  | 21        | 7         | 2     | 0     | 6         | 1         | -    | -    | 29     | 8      |
| Динамо                   | 2010-11                  | 18        | 10        | 2     | 1     | 12        | 5         | -    | -    | 32     | 16     |
| Динамо                   | 2011-12                  | 16        | 6         | 1     | 0     | 5         | 0         | -    | -    | 22     | 6      |
| Динамо-2                 | Динамо-2                 | -         | -         | 5     | 5     | -         | -         | -    | -    | 5      | 5      |
| Динамо                   | Динамо                   | 172       | 83        | 26    | 16    | 51        | 25        | -    | -    | 249    | 124    |
| Мілан                    | Мілан                    | 226       | 127       | 16    | 7     | 76        | 38        | 4    | 3    | 322    | 175    |
| Челсі                    | Челсі                    | 48        | 9         | 7     | 3     | 15        | 4         | 7    | 6    | 77     | 22     |
| Всього (на вищому рівні) | Всього (на вищому рівні) | 446       | 219       | 54    | 31    | 142       | 67        | 11   | 9    | 653    | 326    |

*Інші — Суперкубок Італії, Суперкубок Англії, Кубок англійської ліги та Міжконтинентальний кубок

### Усі матчі за національну збірну
| Дата       | Місто            | Господарі          | Результат             | Гості              | Турнір                               | Голи | Примітки             |
| ---------- | ---------------- | ------------------ | --------------------- | ------------------ | ------------------------------------ | ---- | -------------------- |
| 25-3-1995  | Загреб           | Хорватія           | 4 – 0                 | Україна            | Відбір до ЧЄ 1996                    | -    |                      |
| 29-3-1995  | Київ             | Україна            | 0 – 2                 | Італія             | Відбір до ЧЄ 1996                    | -    |                      |
| 9-4-1996   | Кишинів          | Молдова            | 2 – 2                 | Україна            | товариський матч                     | -    | 72'                  |
| 1-5-1996   | Самсун           | Туреччина          | 3 – 2                 | Україна            | товариський матч                     | 1    |                      |
| 23-3-1997  | Київ             | Україна            | 1 – 0                 | Молдова            | товариський матч                     | -    |                      |
| 23-3-1997  | Ґранада          | Албанія            | 0 – 1                 | Україна            | Відбір до ЧС 1998                    | -    |                      |
| 2-4-1997   | Київ             | Україна            | 2 – 1                 | Північна Ірландія  | Відбір до ЧС 1998                    | 1    |                      |
| 30-4-1997  | Бремен           | Німеччина          | 2 – 0                 | Україна            | Відбір до ЧС 1998                    | -    |                      |
| 7-5-1997   | Київ             | Україна            | 1 – 1                 | Вірменія           | Відбір до ЧС 1998                    | 1    |                      |
| 7-6-1997   | Київ             | Україна            | 0 – 0                 | Німеччина          | Відбір до ЧС 1998                    | -    |                      |
| 20-8-1997  | Київ             | Україна            | 1 – 0                 | Албанія            | Відбір до ЧС 1998                    | -    |                      |
| 11-10-1997 | Єреван           | Вірменія           | 0 – 2                 | Україна            | Відбір до ЧС 1998                    | 1    | 82'                  |
| 15-11-1997 | Київ             | Україна            | 1 – 1                 | Хорватія           | Відбір до ЧС 1998                    | 1    |                      |
| 15-7-1998  | Київ             | Україна            | 1 – 0                 | Польща             | товариський матч                     | 1    | 46'                  |
| 19-8-1998  | Київ             | Україна            | 4 – 0                 | Грузія             | товариський матч                     | -    |                      |
| 5-9-1998   | Київ             | Україна            | 3 – 2                 | Росія              | Відбір до ЧЄ 2000                    | -    |                      |
| 10-10-1998 | Андорра-ла-Велья | Андорра            | 0 – 2                 | Україна            | Відбір до ЧЄ 2000                    | -    | 70'                  |
| 14-10-1998 | Київ             | Україна            | 2 – 0                 | Вірменія           | Відбір до ЧЄ 2000                    | -    | 78'                  |
| 27-3-1999  | Сен-Дені         | Франція            | 0 – 0                 | Україна            | Відбір до ЧЄ 2000                    | -    |                      |
| 31-3-1999  | Київ             | Україна            | 1 – 1                 | Ісландія           | Відбір до ЧЄ 2000                    | -    |                      |
| 5-6-1999   | Київ             | Україна            | 4 – 0                 | Андорра            | Відбір до ЧЄ 2000                    | -    | 67'                  |
| 9-6-1999   | Єреван           | Вірменія           | 0 – 0                 | Україна            | Відбір до ЧЄ 2000                    | -    | 80'                  |
| 4-9-1999   | Київ             | Україна            | 0 – 0                 | Франція            | Відбір до ЧЄ 2000                    | -    |                      |
| 8-9-1999   | Рейк'явік        | Ісландія           | 0 – 1                 | Україна            | Відбір до ЧЄ 2000                    | -    |                      |
| 9-10-1999  | Москва           | Росія              | 1 – 1                 | Україна            | Відбір до ЧЄ 2000                    | 1    |                      |
| 13-11-1999 | Любляна          | Словенія           | 2 – 1                 | Україна            | Відбір до ЧЄ 2000                    | 1    |                      |
| 17-11-1999 | Київ             | Україна            | 1 – 1                 | Словенія           | Відбір до ЧЄ 2000                    | -    |                      |
| 26-4-2000  | Софія            | Болгарія           | 0 – 1                 | Україна            | товариський матч                     | 1    | 70'                  |
| 31-5-2000  | Лондон           | Англія             | 2 – 0                 | Україна            | товариський матч                     | -    |                      |
| 2-9-2000   | Київ             | Україна            | 1 – 3                 | Польща             | Відбір до ЧС 2002                    | 1    |                      |
| 7-10-2000  | Єреван           | Вірменія           | 2 – 3                 | Україна            | Відбір до ЧС 2002                    | 2    |                      |
| 11/10-2000 | Осло             | Норвегія           | 0 – 1                 | Україна            | Відбір до ЧС 2002                    | 1    |                      |
| 24-3-2001  | Київ             | Україна            | 0 – 0                 | Білорусь           | Відбір до ЧС 2002                    | -    |                      |
| 28-3-2001  | Кардіфф          | Уельс              | 1 – 1                 | Україна            | Відбір до ЧС 2002                    | 1    |                      |
| 2-6-2001   | Київ             | Україна            | 0 – 0                 | Норвегія           | Відбір до ЧС 2002                    | -    |                      |
| 6-6-2001   | Київ             | Україна            | 1 – 1                 | Уельс              | Відбір до ЧС 2002                    | -    |                      |
| 1-9-2001   | Мінськ           | Білорусь           | 0 – 2                 | Україна            | Відбір до ЧС 2002                    | 2    |                      |
| 5-9-2001   | Львів            | Україна            | 3 – 0                 | Вірменія           | Відбір до ЧС 2002                    | 1    |                      |
| 6-10-2001  | Хожув            | Польща             | 1 – 1                 | Україна            | Відбір до ЧС 2002                    | 1    |                      |
| 10-10-2001 | Київ             | Україна            | 1 – 1                 | Німеччина          | Відбір до ЧС 2002                    | -    |                      |
| 14-11-2001 | Дортмунд         | Німеччина          | 4 – 1                 | Україна            | Відбір до ЧС 2002                    | 1    |                      |
| 17-4-2002  | Київ             | Україна            | 2 – 1                 | Грузія             | товариський матч                     | -    | кап. 49'             |
| 20-11-2002 | Трнава           | Словаччина         | 1 – 1                 | Україна            | товариський матч                     | -    | кап.                 |
| 12-3-2003  | Ізмір            | Туреччина          | 0 – 0                 | Україна            | товариський матч                     | -    | кап. 88'             |
| 29-3-2003  | Київ             | Україна            | 2 – 2                 | Іспанія            | Відбір до ЧЄ 2004                    | -    | кап. 67'             |
| 30-4-2003  | Копенгаген       | Данія              | 1 – 0                 | Україна            | товариський матч                     | -    | кап. 90'             |
| 7-6-2003   | Львів            | Україна            | 4 – 3                 | Вірменія           | Відбір до ЧЄ 2004                    | 2    |                      |
| 11-6-2003  | Афіни            | Греція             | 1 – 0                 | Україна            | Відбір до ЧЄ 2004                    | -    | кап.                 |
| 20-8-2003  | Донецьк          | Україна            | 0 – 2                 | Румунія            | товариський матч                     | -    | кап.                 |
| 10-9-2003  | Ельче            | Іспанія            | 2 – 1                 | Україна            | Відбір до ЧЄ 2004                    | 1    |                      |
| 11-10-2003 | Київ             | Україна            | 0 – 0                 | Північна Македонія | товариський матч                     | -    | кап.                 |
| 31-3-2004  | Скоп'є           | Північна Македонія | 1 – 0                 | Україна            | товариський матч                     | -    | кап. 46'             |
| 18-8-2004  | Ньюкасл          | Англія             | 3 – 0                 | Україна            | товариський матч                     | -    | кап. 53'             |
| 4-9-2004   | Копенгаген       | Данія              | 1 – 1                 | Україна            | Відбір до ЧС 2006                    | -    | кап.                 |
| 9-10-2004  | Київ             | Україна            | 1 – 1                 | Греція             | Відбір до ЧС 2006                    | 1    | кап.                 |
| 13-10-2004 | Львів            | Україна            | 2 – 0                 | Грузія             | Відбір до ЧС 2006                    | 1    | кап.                 |
| 17-11-2004 | Стамбул          | Туреччина          | 0 – 3                 | Україна            | Відбір до ЧС 2006                    | 2    | кап. 90+2'           |
| 9-2-2005   | Тирана           | Албанія            | 0 – 2                 | Україна            | Відбір до ЧС 2006                    | -    | кап.                 |
| 4-6-2005   | Київ             | Україна            | 2 – 0                 | Казахстан          | Відбір до ЧС 2006                    | 1    | кап.                 |
| 8-6-2005   | Афіни            | Греція             | 0 – 1                 | Україна            | Відбір до ЧС 2006                    | -    | кап. 90+2'           |
| 17-8-2005  | Київ             | Україна            | 2 – 1                 | Сербія             | Турнір пам'яті Валерія Лобановського | -    | кап. 46'             |
| 3-9-2005   | Тбілісі          | Грузія             | 1 – 1                 | Україна            | Відбір до ЧС 2006                    | -    | кап.                 |
| 8-10-2005  | Дніпропетровськ  | Україна            | 1 – 1                 | Албанія            | Відбір до ЧС 2006                    | 1    | кап. 59'             |
| 8-6-2006   | Люксембург       | Люксембург         | 3 – 0                 | Україна            | товариський матч                     | 1    | 58'                  |
| 14-6-2006  | Лейпциг          | Іспанія            | 4 – 0                 | Україна            | ЧС 2006 - 1-й етап                   | -    | кап.                 |
| 19-6-2006  | Гамбург          | Україна            | 4 – 0                 | Саудівська Аравія  | ЧС 2006 - 1-й етап                   | 1    | кап. 86'             |
| 23-6-2006  | Берлін           | Україна            | 1 – 0                 | Туніс              | ЧС 2006 - 1-й етап                   | 1    | кап. 88'             |
| 14-6-2006  | Кельн            | Швейцарія          | 0 – 0 д.ч. (0-3 п.п.) | Україна            | ЧС 2006 - 1/8 фіналу                 | -    | кап.                 |
| 14-6-2006  | Берлін           | Італія             | 3 – 0                 | Україна            | ЧС 2006 - чвертьфінал                | -    | кап.                 |
| 6-9-2006   | Київ             | Україна            | 3 – 2                 | Грузія             | Відбір до ЧЄ 2008                    | 1    | кап.                 |
| 11-10-2006 | Київ             | Україна            | 2 – 0                 | Шотландія          | Відбір до ЧЄ 2008                    | 1    | кап.                 |
| 7-2-2007   | Тель-Авів        | Ізраїль            | 1 – 1                 | Україна            | товариський матч                     | -    | кап. 60'             |
| 28-3-2007  | Одеса            | Україна            | 1 – 0                 | Литва              | Відбір до ЧЄ 2008                    | -    | кап.                 |
| 22-8-2007  | Київ             | Україна            | 2 – 1                 | Узбекистан         | товариський матч                     | -    | кап. 55'             |
| 8-9-2007   | Тбілісі          | Грузія             | 1 – 1                 | Україна            | Відбір до ЧЄ 2008                    | -    | кап.                 |
| 12-9-2007  | Київ             | Україна            | 1 – 2                 | Італія             | Відбір до ЧЄ 2008                    | 1    | кап.                 |
| 13-10-2007 | Глазго           | Шотландія          | 3 – 1                 | Україна            | Відбір до ЧЄ 2008                    | 1    | кап.                 |
| 17-11-2007 | Каунас           | Литва              | 2 – 0                 | Україна            | Відбір до ЧЄ 2008                    | -    | кап.                 |
| 21-11-2007 | Київ             | Україна            | 2 – 2                 | Франція            | Відбір до ЧЄ 2008                    | 1    | кап.                 |
| 27-3-2008  | Київ             | Україна            | 2 – 1                 | Сербія             | товариський матч                     | 1    | кап.                 |
| 24-5-2008  | Роттердам        | Нідерланди         | 3 – 0                 | Україна            | товариський матч                     | -    | кап. 66'             |
| 20-8-2008  | Львів            | Україна            | 1 – 0                 | Польща             | товариський матч                     | -    | 46'                  |
| 6-9-2008   | Львів            | Україна            | 1 – 0                 | Білорусь           | Відбір до ЧС 2010                    | 1    | 74'                  |
| 10-9-2008  | Алмати           | Казахстан          | 1 – 3                 | Україна            | Відбір до ЧС 2010                    | 1    | кап. 88'             |
| 11-10-2008 | Харків           | Україна            | 0 – 0                 | Хорватія           | Відбір до ЧС 2010                    | -    | кап. 24'             |
| 1-4-2009   | Лондон           | Англія             | 2 – 1                 | Україна            | Відбір до ЧС 2010                    | 1    | 56'                  |
| 6-6-2009   | Загреб           | Хорватія           | 2 – 2                 | Україна            | Відбір до ЧС 2010                    | 1    | кап.                 |
| 12-8-2009  | Київ             | Україна            | 0 – 3                 | Туреччина          | товариський матч                     | -    | 46'                  |
| 5-9-2009   | Київ             | Україна            | 5 – 0                 | Андорра            | Відбір до ЧС 2010                    | 1    | кап. 81'             |
| 9-9-2009   | Мінськ           | Білорусь           | 0 – 0                 | Україна            | Відбір до ЧС 2010                    | -    | кап. 89'             |
| 10-10-2009 | Дніпропетровськ  | Україна            | 1 – 0                 | Англія             | Відбір до ЧС 2010                    | -    | кап. 90+2'           |
| 14-10-2009 | Андорра-ла-Велья | Андорра            | 0 – 6                 | Україна            | Відбір до ЧС 2010                    | 1    | кап. 74'             |
| 14-11-2009 | Афіни            | Греція             | 0 – 0                 | Україна            | Відбір до ЧС 2010                    | -    | кап.                 |
| 18-11-2009 | Донецьк          | Україна            | 0 – 1                 | Греція             | Відбір до ЧС 2010                    | -    | кап.                 |
| 25-5-2010  | Київ             | Україна            | 4 – 0                 | Литва              | товариський матч                     | 2    | кап. 80'             |
| 29-5-2010  | Львів            | Україна            | 3 – 2                 | Румунія            | товариський матч                     | -    | кап. 90+2'           |
| 11-8-2010  | Донецьк          | Україна            | 1 – 1                 | Нідерланди         | товариський матч                     | -    | кап. 57'             |
| 4-9-2010   | Лодзь            | Польща             | 1 – 1                 | Україна            | товариський матч                     | -    | кап. 59'             |
| 7-9-2010   | Київ             | Україна            | 2 – 1                 | Чилі               | товариський матч                     | -    | кап. 71'             |
| 8-10-2010  | Київ             | Україна            | 2 – 2                 | Канада             | товариський матч                     | -    | 100-й матч, кап. 90' |
| 1-6-2011   | Київ             | Україна            | 2 – 0                 | Узбекистан         | товариський матч                     | -    | кап. 46'             |
| 10-8-2011  | Харків           | Україна            | 0 – 1                 | Швеція             | товариський матч                     | -    | кап. 58'             |
| 7-10-2011  | Київ             | Україна            | 3 – 0                 | Болгарія           | товариський матч                     | 1    | кап. 53'             |
| 11-11-2011 | Київ             | Україна            | 3 – 3                 | Німеччина          | товариський матч                     | -    | кап. 67'             |
| 15-11-2011 | Львів            | Україна            | 2 – 1                 | Австрія            | товариський матч                     | -    | 56'                  |
| 28-5-2012  | Куфштайн         | Україна            | 4 – 0                 | Естонія            | товариський матч                     | -    | 46'                  |
| 1-6-2012   | Інсбрук          | Австрія            | 3 – 2                 | Україна            | товариський матч                     | -    | 46'                  |
| 5-6-2012   | Інгольштадт      | Туреччина          | 2 – 0                 | Україна            | товариський матч                     | -    | 46'                  |
| 11-6-2012  | Київ             | Україна            | 2 – 1                 | Швеція             | ЧЄ 2012 - 1-й етап                   | 2    | кап. 81'             |
| 15-6-2012  | Донецьк          | Україна            | 0 – 2                 | Франція            | ЧЄ 2012 - 1-й етап                   | -    | кап.                 |
| 19-6-2012  | Донецьк          | Англія             | 1 – 0                 | Україна            | ЧЄ 2012 - 1-й етап                   | -    | 70'                  |
| Усього     |                  | Матчів (2 місце)   | 111                   |                    | Голів (1 місце)                      | 48   |                      |